# Манастир светог великомученика Георгија у Олофстрему
Манастир светог великомученика Георгија у Олофстрему је манастир епархије британско-скандинавске Српске православне цркве у Олофстрему, Шведска.
Манастир светог Георгија у Олофстрему је први мушки манастир Српске православне цркве на територији Шведске. Основан је 3. маја 2009. године благословом епископа британско-скандинавског Доситеја.
За игумана манастира постављен је 10. септембра 2011. године протосинђел Нектарије (Самарџић).